# 藤本敦士
藤本 敦士（ふじもと あつし、1977年10月4日 - ）は、兵庫県明石市出身の元プロ野球選手（内野手）。プロ野球コーチ。
アテネオリンピック野球の銅メダリスト。

## 経歴

### プロ入り前
明石市立花園小学校時代は、実父が居酒屋経営のかたわら監督を務めていた地元のソフトボールチームに所属し、兵庫県大会で優勝するとともに、全国大会へ出場した。明石市立望海中学校への進学後に軟式野球部へ入部し、試合では主に遊撃手として起用されていた。
育英高等学校進学後、3年次に主将を務めたほか、阪神・淡路大震災（1995年1月17日）2か月後に開かれた第67回選抜高等学校野球大会に出場したが、2回戦の前橋工業高校戦において、自身の失策によりサヨナラ負けを喫した。
高校卒業後は亜細亜大学に進学したが、1年生の春からベンチ登録を果たしたものの、椎間板ヘルニアを患い、1年途中で大学を中退した。一時は「スポーツはもう無理」とまで言われたが、懸命なリハビリテーションにより治癒した。
大学中退後、実家で営んでいた焼き鳥屋の常連で、当時オリックス・ブルーウェーブ二軍コーチだった岡田彰布の勧めにより、岡田と親交がある元早稲田大学監督が指導していた甲賀総合科学専門学校に進学し、社会人野球に参戦している同校の硬式野球部で再び実戦経験を積んだ。卒業後は社会人野球・デュプロに進み、2000年の社会人野球日本選手権大会では、ヤマハ戦を見に来ていた当時阪神タイガース監督の野村克也の前で、岡本真也から3安打を放っている。
阪神では当初藤本の獲得を予定していなかったが、藤本を視察した野村からの推薦があり、2000年のドラフト会議で7位指名を受けた。少年時代から阪神ファンで、「どの球団からもドラフト指名されなかった場合には、阪神の入団テストを受験する」という意向をデュプロ側に示していた藤本は、長年の念願を叶える格好で阪神へ入団した。

### 阪神時代

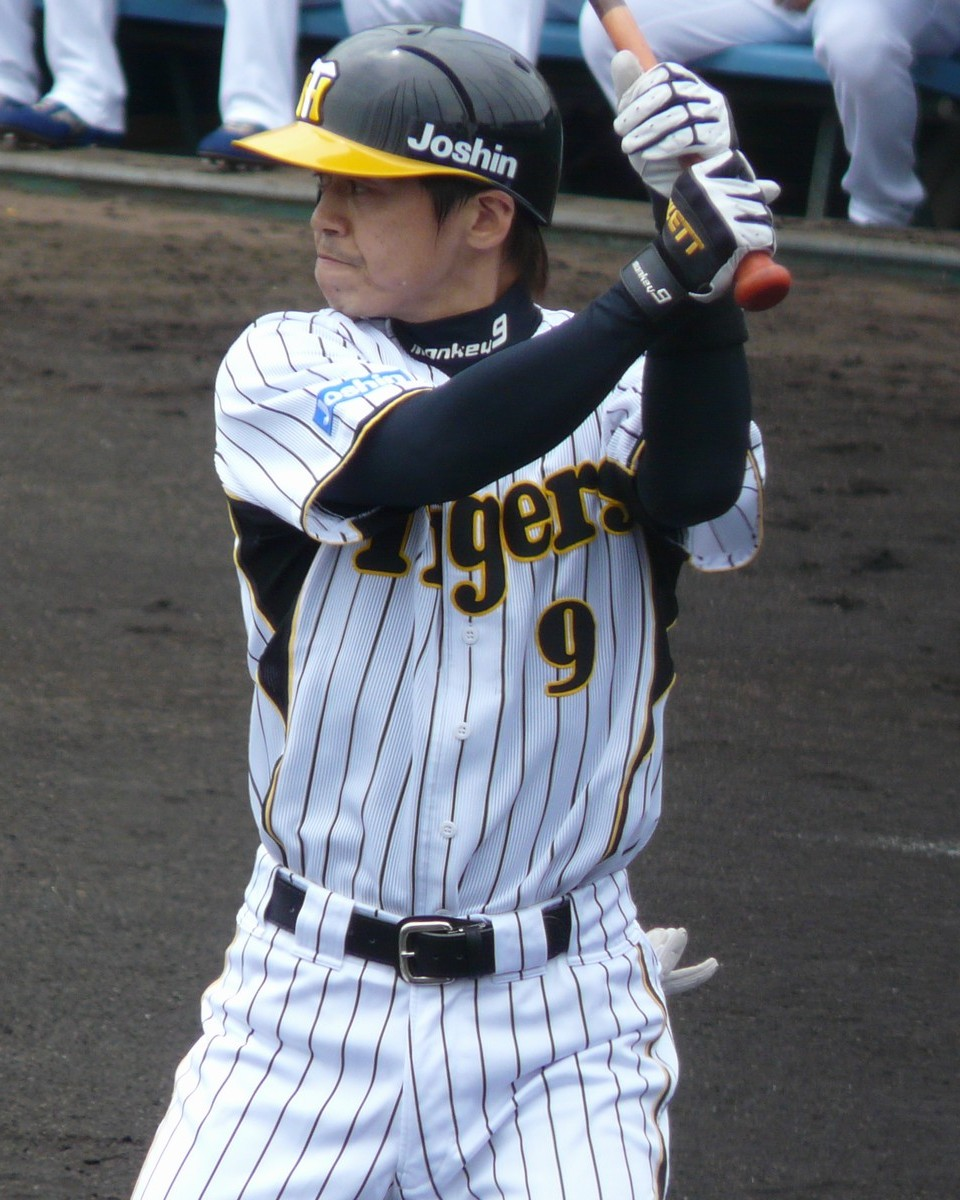
阪神時代（2008年6月27日、阪神鳴尾浜球場）

阪神入団後、野村監督が機動力野球の象徴として売り出した「F1セブン」の1人として指名されている。
2001年は、4月に骨折した沖原佳典に代わって一軍登録され、4月14日の中日ドラゴンズ戦で遊撃の守備で初出場し、4月17日の横浜ベイスターズ戦でプロ初打席で初安打を放つ。翌4月18日には9回二死から決勝点となる初適時打を放ち、4月19日にも引き続き決勝適時打を放つとその後好走塁で生還した。守備でもダイビングキャッチなどの活躍を見せ、初めて甲子園球場のお立ち台に立つなどチャンスを掴んだ。後半は故障離脱したが、赤星憲広・濱中おさむと「平成の新少年隊」と命名されるなど（故障離脱後は藤本の代わりに上坂太一郎が台頭した）、ルーキーイヤーから活躍を見せた。
2002年から背番号を変更した。候補には6も挙がったが、「和田豊コーチの現役時代の番号で恐れ多い」として9を選択した。遊撃手として開幕スタメン出場し、9回裏に頭脳プレーで併殺を取り勝利に貢献した。同年はフレッシュオールスターゲームに出場し、決勝本塁打を放ちMVPに選ばれたが、なかなか調子が上がらず一軍と二軍を往復しながらシーズンを終えた。
2003年は、「8番・遊撃手」として2年連続の開幕先発出場した。4月下旬には一時期打率がリーグトップになるなど急成長し、オールスターゲームにファン投票で初選出された。127試合の出場で初めて規定打席に到達し、打率.301を記録。「恐怖の8番打者」と呼ばれる活躍で18年ぶりのリーグ優勝に大きく貢献した。
2004年はオープン戦で打率.360と活躍したが、開幕スタメンは新人の鳥谷敬であった。開幕6試合目でスタメンに復帰。前年は本塁打0であったが満塁打を含む5本塁打を放つなど、目立った活躍も多く見られた。また、アテネオリンピック野球日本代表に選出され、オランダ戦で本塁打を放つなど二塁手のレギュラーとして、福留孝介とともにチームで2人だけの全試合フルイニング出場を果たした。しかし、決勝トーナメント準決勝のオーストラリア戦では終盤の決定機で、阪神で同僚のジェフ・ウィリアムスに三振を喫しノーヒット、次の3位決定戦でもノーヒットに終わった。帰国後は不振に陥り、鳥谷にスタメンを奪われ、打率.257と前年より大きく成績を落とした。本来ならこの年シーズン打席は419打席のため、規定打席は満たさないが、オリンピック派遣期間中の試合数を減じたものとする特別措置により、2年連続で規定打席に到達した。
2005年は鳥谷がレギュラーに抜擢されたことに伴い、二塁手へコンバートされ、関本健太郎とのポジション争いとなった。開幕から4月26日の中日ドラゴンズ戦までは、前年の実績が上回る関本ではなく藤本が起用されたが、肉離れにより登録抹消される。復帰後は、相手先発投手に右投手が予想される場合は左打者の藤本、左投手が予想される場合は右打者の関本が起用される併用策での出場が中心で、3年ぶりに規定打席不足に終わった。また、2年ぶりにオールスターゲームに出場した。
2006年は、開幕戦で猛打賞を放つなど好調なスタートを切ったものの、2戦目の1打席目で自打球を目に受け退場した。前年同様に関本との併用になったが、シーズン後半に今岡誠が離脱したことで関本が三塁手に回り、藤本が二塁手に定着した。3度目となるオールスターゲームでは、2戦目で馬原孝浩から8回表に勝ち越し2点適時打を放ち、1打数1安打2打点でMVPを獲得した。フレッシュオールスターMVPとのダブル受賞は簑田浩二、石井浩郎、青木宣親に続く史上4人目の記録。日米野球にもファン投票で選出され、2戦目の初打席で適時打、4戦目ではチーム初安打を放つなど活躍した。守備でも9月24日の読売ジャイアンツ戦ではファインプレー3連発でチームを救い、守備で活躍しお立ち台にたった。守備面では、二塁手として12球団トップの守備率.995を記録したものの、打撃成績は打率.237と前年より更に落ち、規定打席にも3打席足りなかった。同年オフ、熱狂的なファンがスポーツ用具メーカーの社員を装って藤本の自宅を訪れ、公式戦で使用したグラブを騙し取る事件が起きたが、犯人は翌年に逮捕された。
2007年はキャンプから打撃不振で、関本が結果を残したことから、開幕スタメンの座を関本に譲った。出場105試合中スタメンは33試合と出番は減少し、打率は2割前半と結果を残せず、プロ入り後初めて盗塁0に終わった。
2008年、濱中治とのトレードで加入した平野恵一が二塁のレギュラーに定着したことで、スタメンでの出場機会は更に減少した。シーズン中盤に平野が故障で戦線離脱した際は、三塁手にアーロム・バルディリスが起用されると関本が二塁手、藤本が起用される際は関本が三塁手という形の併用で二塁手として先発出場の機会を得たが、平野が復帰するとまた控えに戻り、プロ入り後最低の58試合出場で打撃も低調なままに終わった。同年はプロ入り後初めて三塁手も守った。
2009年は平野に加え、シーズン途中にクレイグ・ブラゼルが入団したことで、それまで一塁を守っていた関本が二塁に回ったため、47試合出場に留まり、3度の二軍落ちを経験した。

### ヤクルト時代

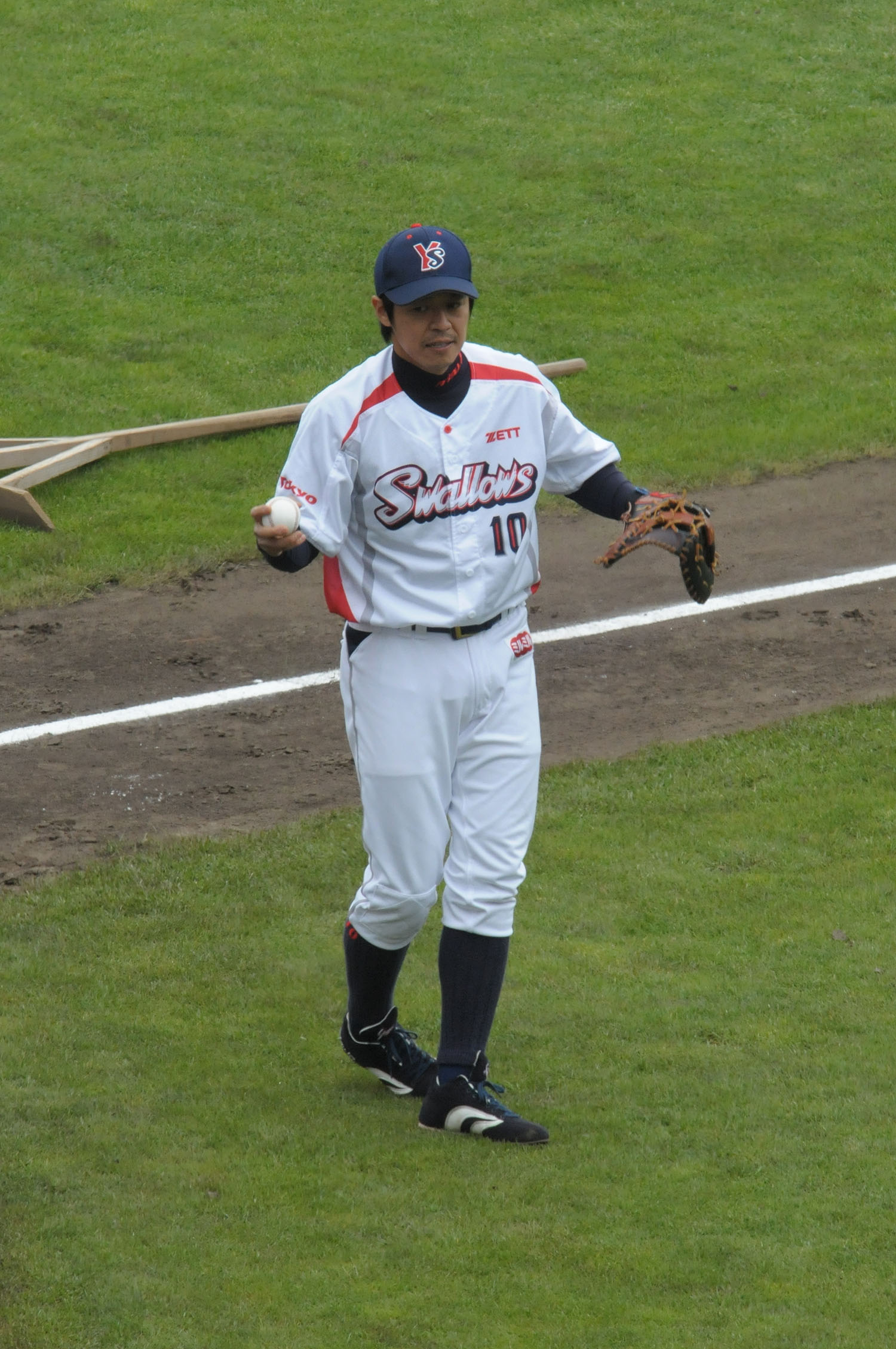
ヤクルト時代（2012年5月13日、こまちスタジアム）

2009年シーズンオフに国内FA権を行使し、川島慶三の故障などで内野手が手薄になっていたヤクルトと、11月24日に2年契約の総額1億円で入団に合意し、30日に正式契約を結んだ。
2010年は、開幕スタメンこそルーキーの荒木貴裕に譲ったが、2戦目から遊撃スタメンに定着し、序盤はレギュラーとして起用された。4月30日の横浜ベイスターズ戦では、4年ぶりの本塁打を放った。しかし、5月1日の対横浜戦で、5回一死二・三塁で三塁走者であった藤本は、宮本慎也の一塁ゴロで本塁に突入したがアウトとされた判定を不服とし、深谷球審の胸倉を掴んだことが「暴行」と判断されて自身初の退場処分を受けた。ヤクルト球団常務の大木勝年は「（映像では捕手の）タッチはなさそうだ」と、プレーの映像を添えて文書をコミッショナー事務局に提出する意向を示した。6月後半以降は打率が低下してスタメンから外れることが多くなり、守備も7月16日阪神戦での1試合3失策など乱調に陥ったため、翌17日に一軍登録を抹消された。8月27日に再登録されたが、翌28日に椎間板ヘルニア（腰痛）により再び登録抹消され、治療に専念することとなった。10月9日に手術を受けた。
2011年は開幕を二軍で迎えたが、川端慎吾の離脱により6月3日に一軍昇格し、7月1日の広島東洋カープ戦では本塁打を放ったが、打率は2割を割り、前年に続き1試合2失策するなどで、7月25日に登録を抹消された。消化試合となる10月25日のシーズン最終戦で再び一軍登録され、それまでノーヒットノーランを続けていた広島先発の前田健太からレフト線に二塁打を放って同点の走者となり、サヨナラ勝利を呼び込んだ。チームにとって2009年以来2回目となったクライマックスシリーズでは、ファーストステージの巨人戦第1試合に5回、代打で同点適時打を放ち、チームは初のファイナルステージ進出を決めた。
2012年も2年連続で開幕を二軍で迎えた。腰への負担などから主に左の代打の切り札として出場したが、3打点と勝負弱く結果を残せなかった。
2013年は、腰のリハビリと、二軍での調整に専念したが、毎週1回は痛み止めの注射を打つほど腰の状態が芳しくないことから、イースタン・リーグの公式戦でも代打での出場が主体になっていた。容態は回復せず、9月9日に現役からの引退を表明した。9月21日の阪神戦（甲子園球場）には、7回表の代打起用で一軍通算1000試合出場を達成した。阪神時代のチームメイト・久保田智之との対戦でセンターフライに終わったが、ヤクルトファンのみならず、古巣・阪神のファンからも祝福を受けた。9月24日の巨人戦（神宮球場）で引退試合が行われ、自身は6回裏に代打で出場。田原誠次と対戦し、空振り三振に終わる。試合後には引退セレモニーが行われた。

### 現役引退後
引退後は関西に戻り、毎日放送（主にMBSラジオ）・GAORAの野球解説者、デイリースポーツの野球評論家に転身した。
2013年10月20日にMBSラジオで放送された『MBSタイガースライブ番外編　藤本敦士解説者への道』が、解説者としてのデビューになった。同年11月からは、阪神時代の先輩で前年に引退した金本知憲・今岡誠などと交代で、MBSラジオのナイターオフ番組『withタイガース　カワスポサタデー運動部!』にレギュラー出演した。
2014年11月6日、2015年から阪神の二軍内野守備走塁コーチを務めることが発表された。背番号は74。矢野燿大が二軍監督を務めた2018年には、二軍8年ぶりのウエスタン・リーグ優勝や、12年ぶりのファーム日本選手権制覇に貢献した。
矢野が一軍監督に就任した2019年からは一軍内野守備走塁コーチを担当し、三塁ベースコーチを務めた。
2025年からは一軍総合コーチに配置転換された。

## 選手としての特徴・人物
しぶとい打撃と俊足堅守が持ち味。現役時代は主に遊撃手・二塁手を守り、名バイプレーヤーとして活躍した。
2004～08年に阪神の監督をつとめた岡田彰布は藤本には絶対にバントのサインを出さなかったという。失敗するのが分かっていたためである。
愛称は「もっさん」、「あっちゃん」、「フジモン」、「モンキー」、「モンキーナイン」など。
阪神時代はチームのイジられ役であり、金本知憲らベテラン選手に可愛がられた。

## 詳細情報

### 年度別打撃成績
| 年 度      | 球 団      | 試 合 | 打 席 | 打 数 | 得 点 | 安 打 | 二 塁 打 | 三 塁 打 | 本 塁 打 | 塁 打 | 打 点 | 盗 塁 | 盗 塁 死 | 犠 打 | 犠 飛 | 四 球 | 敬 遠 | 死 球 | 三 振 | 併 殺 打 | 打 率 | 出 塁 率 | 長 打 率 | O P S |
| ---------- | ---------- | ----- | ----- | ----- | ----- | ----- | -------- | -------- | -------- | ----- | ----- | ----- | -------- | ----- | ----- | ----- | ----- | ----- | ----- | -------- | ----- | -------- | -------- | ----- |
| 2001       | 阪神       | 75    | 202   | 186   | 21    | 50    | 11       | 1        | 1        | 66    | 17    | 2     | 2        | 2     | 0     | 13    | 2     | 1     | 36    | 0        | .269  | .320     | .355     | .675  |
| 2002       | 阪神       | 63    | 162   | 139   | 8     | 29    | 4        | 0        | 1        | 36    | 8     | 3     | 1        | 15    | 0     | 8     | 2     | 0     | 23    | 0        | .209  | .252     | .259     | .511  |
| 2003       | 阪神       | 127   | 451   | 402   | 51    | 121   | 16       | 7        | 0        | 151   | 36    | 9     | 4        | 17    | 4     | 26    | 7     | 2     | 42    | 9        | .301  | .343     | .376     | .719  |
| 2004       | 阪神       | 111   | 419   | 385   | 45    | 99    | 12       | 3        | 5        | 132   | 33    | 5     | 1        | 6     | 0     | 27    | 1     | 1     | 58    | 9        | .257  | .308     | .343     | .650  |
| 2005       | 阪神       | 119   | 400   | 357   | 36    | 89    | 14       | 2        | 1        | 110   | 36    | 3     | 1        | 7     | 2     | 33    | 5     | 1     | 40    | 7        | .249  | .313     | .308     | .621  |
| 2006       | 阪神       | 138   | 443   | 393   | 35    | 93    | 12       | 1        | 3        | 116   | 30    | 3     | 1        | 19    | 3     | 27    | 5     | 1     | 56    | 13       | .237  | .285     | .295     | .581  |
| 2007       | 阪神       | 105   | 164   | 148   | 10    | 36    | 2        | 2        | 0        | 42    | 13    | 0     | 0        | 3     | 0     | 12    | 0     | 1     | 23    | 3        | .243  | .304     | .284     | .588  |
| 2008       | 阪神       | 58    | 89    | 76    | 12    | 19    | 1        | 1        | 0        | 22    | 7     | 1     | 0        | 4     | 2     | 6     | 0     | 1     | 14    | 3        | .250  | .306     | .289     | .595  |
| 2009       | 阪神       | 47    | 70    | 64    | 6     | 14    | 1        | 0        | 0        | 15    | 1     | 0     | 2        | 3     | 0     | 3     | 0     | 0     | 4     | 4        | .219  | .254     | .234     | .488  |
| 2010       | ヤクルト   | 65    | 209   | 187   | 20    | 43    | 9        | 1        | 2        | 60    | 18    | 1     | 0        | 6     | 3     | 11    | 0     | 2     | 27    | 2        | .230  | .276     | .321     | .597  |
| 2011       | ヤクルト   | 23    | 48    | 44    | 5     | 9     | 2        | 1        | 1        | 16    | 6     | 0     | 1        | 0     | 0     | 4     | 0     | 0     | 7     | 0        | .205  | .271     | .364     | .634  |
| 2012       | ヤクルト   | 66    | 88    | 78    | 4     | 17    | 2        | 1        | 0        | 21    | 3     | 0     | 0        | 0     | 0     | 10    | 0     | 0     | 12    | 1        | .218  | .307     | .269     | .576  |
| 2013       | ヤクルト   | 4     | 4     | 4     | 0     | 0     | 0        | 0        | 0        | 0     | 0     | 0     | 0        | 0     | 0     | 0     | 0     | 0     | 2     | 0        | .000  | .000     | .000     | .000  |
| 通算：13年 | 通算：13年 | 1001  | 2749  | 2463  | 253   | 619   | 86       | 20       | 14       | 787   | 208   | 27    | 13       | 82    | 14    | 180   | 22    | 10    | 344   | 51       | .251  | .303     | .320     | .623  |

### 年度別守備成績
| 年 度 | 球 団    | 遊撃  | 遊撃  | 遊撃  | 遊撃  | 遊撃  | 遊撃     | 二塁  | 二塁  | 二塁  | 二塁  | 二塁  | 二塁     | 三塁  | 三塁  | 三塁  | 三塁  | 三塁  | 三塁     | 一塁  | 一塁  | 一塁  | 一塁  | 一塁  | 一塁     |
| 年 度 | 球 団    | 試 合 | 刺 殺 | 補 殺 | 失 策 | 併 殺 | 守 備 率 | 試 合 | 刺 殺 | 補 殺 | 失 策 | 併 殺 | 守 備 率 | 試 合 | 刺 殺 | 補 殺 | 失 策 | 併 殺 | 守 備 率 | 試 合 | 刺 殺 | 補 殺 | 失 策 | 併 殺 | 守 備 率 |
| ----- | -------- | ----- | ----- | ----- | ----- | ----- | -------- | ----- | ----- | ----- | ----- | ----- | -------- | ----- | ----- | ----- | ----- | ----- | -------- | ----- | ----- | ----- | ----- | ----- | -------- |
| 2001  | 阪神     | 72    | 102   | 169   | 9     | 39    | .968     | 2     | 5     | 2     | 0     | 0     | 1.000    | -     | -     | -     | -     | -     | -        | -     | -     | -     | -     | -     | -        |
| 2002  | 阪神     | 53    | 64    | 106   | 7     | 23    | .960     | 4     | 1     | 7     | 0     | 1     | 1.000    | -     | -     | -     | -     | -     | -        | -     | -     | -     | -     | -     | -        |
| 2003  | 阪神     | 126   | 187   | 309   | 15    | 60    | .971     | -     | -     | -     | -     | -     | -        | -     | -     | -     | -     | -     | -        | -     | -     | -     | -     | -     | -        |
| 2004  | 阪神     | 98    | 142   | 277   | 11    | 61    | .974     | 18    | 14    | 29    | 1     | 6     | .977     | -     | -     | -     | -     | -     | -        | -     | -     | -     | -     | -     | -        |
| 2005  | 阪神     | 1     | 1     | 0     | 0     | 0     | 1.000    | 117   | 210   | 283   | 11    | 67    | .978     | -     | -     | -     | -     | -     | -        | -     | -     | -     | -     | -     | -        |
| 2006  | 阪神     | -     | -     | -     | -     | -     | -        | 137   | 252   | 339   | 3     | 73    | .995     | -     | -     | -     | -     | -     | -        | -     | -     | -     | -     | -     | -        |
| 2007  | 阪神     | -     | -     | -     | -     | -     | -        | 100   | 118   | 140   | 7     | 25    | .974     | -     | -     | -     | -     | -     | -        | -     | -     | -     | -     | -     | -        |
| 2008  | 阪神     | -     | -     | -     | -     | -     | -        | 42    | 47    | 69    | 1     | 13    | .991     | 3     | 1     | 3     | 0     | 1     | 1.000    | -     | -     | -     | -     | -     | -        |
| 2009  | 阪神     | -     | -     | -     | -     | -     | -        | 37    | 48    | 60    | 2     | 11    | .982     | -     | -     | -     | -     | -     | -        | -     | -     | -     | -     | -     | -        |
| 2010  | ヤクルト | 62    | 87    | 158   | 11    | 31    | .957     | -     | -     | -     | -     | -     | -        | -     | -     | -     | -     | -     | -        | -     | -     | -     | -     | -     | -        |
| 2011  | ヤクルト | 11    | 15    | 21    | 2     | 4     | .947     | -     | -     | -     | -     | -     | -        | 3     | 3     | 3     | 0     | 0     | 1.000    | -     | -     | -     | -     | -     | -        |
| 2012  | ヤクルト | -     | -     | -     | -     | -     | -        | 1     | 1     | 0     | 0     | 0     | 1.000    | -     | -     | -     | -     | -     | -        | 7     | 36    | 1     | 2     | 3     | .949     |
| 通算  | 通算     | 423   | 598   | 1040  | 55    | 218   | .968     | 458   | 696   | 929   | 34    | 194   | .980     | 6     | 4     | 6     | 0     | 1     | 1.000    | 7     | 36    | 1     | 2     | 3     | .949     |

### 表彰
- オールスターゲームMVP：1回（2006年 第2戦）
- オールスターゲームSANYO賞：1回（2005年 第1戦）
- フレッシュオールスターゲームMVP ：1回（2002年）

### 記録
初記録
- 初出場：2001年4月14日、対中日ドラゴンズ2回戦（ナゴヤドーム）、8回裏に田中秀太に代わり遊撃手として出場[要出典]
- 初先発出場：2001年4月17日、対横浜ベイスターズ4回戦（鹿児島県立鴨池野球場）、「8番・遊撃手」として先発出場[要出典]
- 初打席・初安打：同上、3回表に福盛一夫から右前安打[要出典]
- 初打点：2001年4月18日、対横浜ベイスターズ5回戦（鹿児島県立鴨池野球場）、9回表に木塚敦志から左前適時打[要出典]
- 初本塁打：2001年5月16日、対読売ジャイアンツ8回戦（福岡ドーム）、5回表に鄭珉哲から右越2ラン[要出典]
- 初盗塁：2001年6月14日、対中日ドラゴンズ13回戦（大阪ドーム）、3回裏に二盗（投手：メルビン・バンチ、捕手：中村武志）[要出典]

節目の記録
- 1000試合出場：2013年9月21日、対阪神タイガース21回戦（阪神甲子園球場）、7回表にトニー・バーネットの代打として出場 ※史上459人目

その他の記録
- オールスターゲーム出場：3回（2003年、2005年、2006年）

### 背番号
- 56（2001年）
- 9（2002年 - 2009年、2006年日米野球）
- 10（2010年 - 2013年）
- 74（2015年 - ）
- 25（2004年アテネオリンピック）

### 登場曲
- 「Holy War（川田利明テーマ曲）」芦沢和則（2003年）
- 「HIT THAT」OFFSPRING（2004年）
- 「LET'S GET RETARDED」BLACK EYED PEAS（2005年 - 2008年）
- 「愛しい人へ押忍」ET-KING（2009年）
- 「愛しい人へ ※特別ver.」ET-KING（2010年 - 2013年）

### 代表歴
- 2004年アテネオリンピックの野球競技・日本代表
- 日米野球2006

## 関連情報

### 出演

#### 解説者時代
レギュラーを務めた番組のみ記載
- withタイガース カワスポサタデー運動部!（MBSラジオ） - 2013年度ナイターオフ期間の放送には、「熱血新米記者」という肩書でほぼ毎週出演。インタビュアーとして、阪神関係者への直撃取材も担当していた。
- MBSベースボールパーク（MBSテレビの阪神戦中継）- 2014年度のみ解説を担当
- MBSベースボールパーク（MBSラジオのプロ野球中継） - 2014年度のみ、阪神戦を中心に解説を担当。「F1セブン」と呼ばれた7選手で最後に現役を引退したことにちなんで、「最後のF1戦士」というキャッチフレーズが付けられている。
- GAORAプロ野球中継 - 2014年度のみ阪神戦の解説を担当
- ちちんぷいぷい 金曜日（MBSテレビ） - 2014年4月から11月まで、阪神関連の解説・情報コーナー「ぷいぷい with Tigers」を中心にレギュラーで出演。
- 月刊カワスポ with Tigers（MBSテレビ） - 前身番組の『カワスポ』時代から随時出演
- 子守康範 朝からてんコモリ!月曜日（2014年5月12日 - 11月） - 月に1回のペースで、7時前のスポーツ特集「てんスポ」にのみ出演。
- 藤本敦士のDASH宣言!（MBSラジオ・GAORA） - 2014年度のナイターオフ期間限定で放送。藤本初の冠番組であったが、第1回の放送直前に阪神二軍コーチへの就任が決まったため、パーソナリティとしては2015年1月まで出演。MBSラジオのみで放送された残りの期間は、事前収録のインタビューコーナーにのみ登場した。